# EDGE
 (енгл. Enhanced Data Rates for GSM Evolution) је технологија која омогућава оператерима мобилне телефоније да користе постојеће GSM фреквенцијске опсеге (900, 1800, 1900 MHz) за пружање мултимедијалних услуга на бази IP-а брзинама до 384 kb/s. Циљ ове технологије је повећање брзине преноса и капацитета система и омогућавање нових апликација. EDGE технологија користи 8-PSK (енгл. 8-Phase Shift Keying) модулацију, која пружа већу битску брзину. Ова модулација, као што јој и име каже, има 8 фазних стања. Једним фазним стањем (једним симболом) могуће је представити 3 бита, што значи да је битска брзина по радио интерфејсу 3 пута већа од брзине симбола. Битска брзина по једном временском одсечку је 69,2 kb/s, што је 3 пута више него код система за мобилне комуникације (22,8 kb/s).
Мана ове врсте модулације је то што је доста комплекснија од других (од GMSK, на пример, која се користи у GPRS и GSM), а мање је отпорна на утицај шума и осталих сметњи. Под лошим условима простирања то може довести до већих грешака на пријему. Зато се примењује кодовање које уводи додатне битове за корекцију грешака. Још једно побољшање код EDGE система је начињено у смислу могућности да се пакет који због разних сметњи није био декодован како треба поново пошаље користећи другу, погоднију, кодну шему.
EDGE може бити уведен на два начина: као надоградња  система, који на постојећу GSM мрежу додаје пакетску комутацију, и као надоградња система базираног на комутацији канала.
Када се уводи као надоградња  система, потребно је извршити хардверске измене у радио делу (базним станицама и њиховим контролерима). Базне станице морају имати нову примопредајну опрему која подржава EDGE модулацију и нови софтвер који ће омогућити одговарајући протокол за пренос пакета података. Дакле, након увођења EDGE технологије, ћелије имају два типа примопредајника: стандардни GSM примопредајник и EDGE примопредајник. Такође је потребно и извесно репланирање мреже (снага, покривеност, расподела фреквенција, управљање GSM каналима) и одређене софтверске измене у преосталом делу мреже изузимајући сервисни чвор и улазни чвор.
Код EDGE система један временски канал може подржати више корисника што омогућава већи капацитет саобраћаја за сервисе говора и сервисе података. Такође, лакше је истовремено присуство саобраћаја на бази комутације кола и на бази комутације пакета. Постоје 4 типа канала:
1. канал за GSM говор и GSM канално комутиране податке
2. канал за  пакетске податке
3. канал за GSM говор, податке који се преносе комутацијом канала и побољшаном комутацијом канала
4. канал за  пакетске податке (EGPRS) који дозвољава симултано мешање GPRS и EDGE корисника

За EDGE се користе нови мобилни терминали, дизајнирани тако да могу слати и примати EDGE модулисане информације. Постоје две класе мобилних терминала за EDGE:
- мобилни терминали који користе GMSK (енгл. Gaussian Minimum Shift Keying) модулацију за аплинк, а 8-PSK модулацију за даунлинк. Битске брзине за аплинк су ограничене на оне које пружа GPRS технологија, а битске брзине које дозвољава EDGE биће доступне на даулинку
- мобилни терминали који обезбеђују 8-PSK модулацију и на аплинку и на даунлинку.

Због једноставне надградње EDGE се може увести уз релативно мале инвестиције и за кратко време. EDGE се може уводити и постепено.